# Pavel Fried (odbojář)

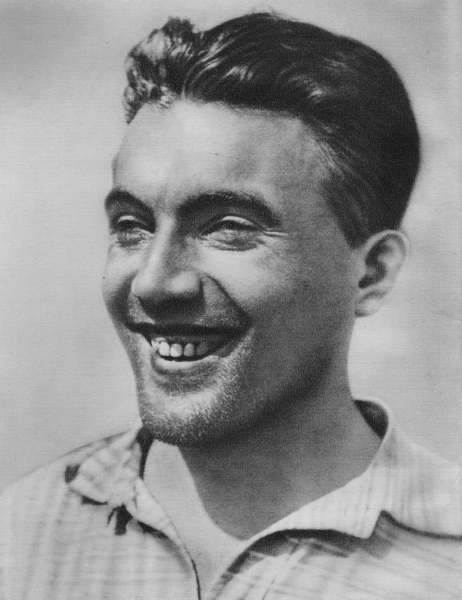
Julius Fučík

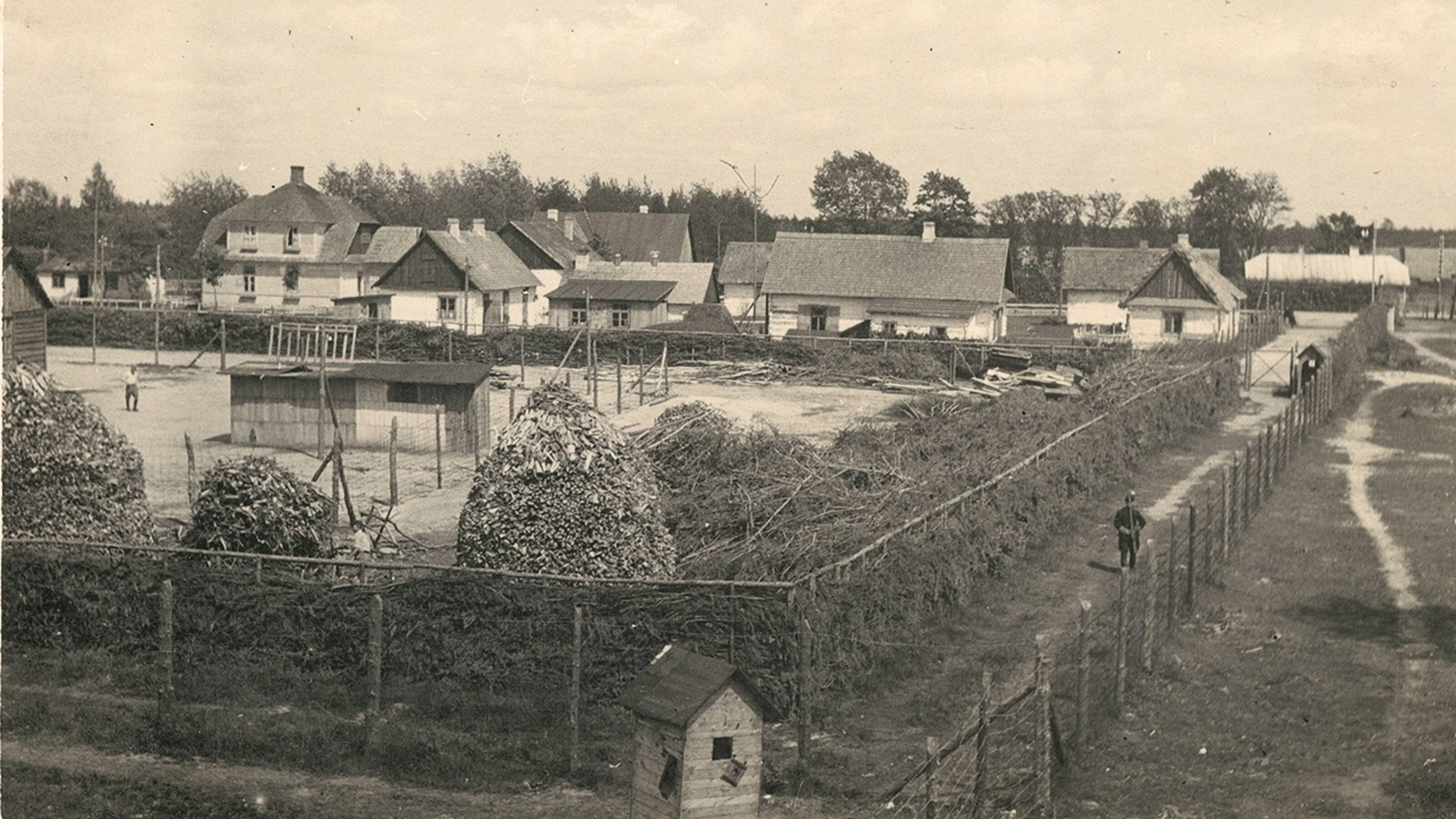
Pohled na Sobibor (z rozhledny) s vězni a strážemi

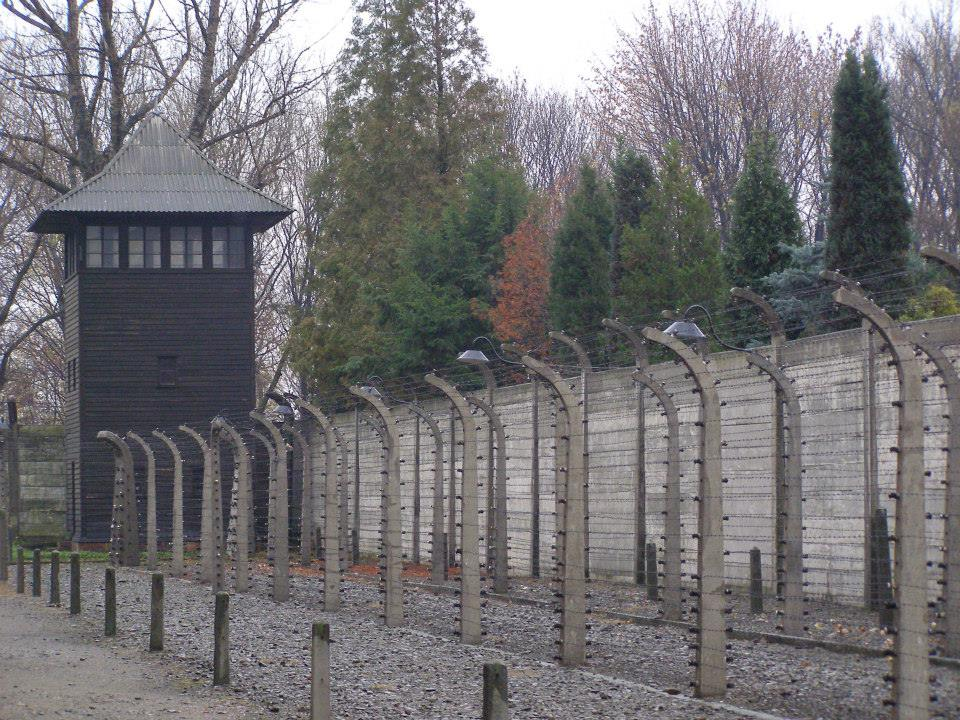
Strážní věž s plotem (Osvětim)

Pavel Fried (10. září 1907 Jihlava – 1943 Osvětim) byl prvním manželem Rivy Krieglové. Za protektorátu byl spolu s ní zapojen do odbojové činnosti v ilegální skupině s Juliem Fučíkem.

## Život
Narodil se do rodiny jihlavského obchodníka Emanuela Frieda (1877–1942) a jeho manželky Jenny (1880–1942), rozené Müllerové. Vystudoval obchodní akademii a byl levicově orientován.
V roce 1930 odcestoval do Palestiny, aby zde žil a pracoval v kibucu. Zde se seznámil s o rok mladší Rivou Lubeckou, která se narodila v běloruském městě Ňasviž. V roce 1937 (nedlouho před vyhlášením Protektorátu Čechy a Morava) se oba vrátili do Československa a dne 4. dubna 1937 v Jihlavě byli sezdáni.
Po 15. březnu 1939 se oba zapojili do struktur domácího ilegálního protiněmeckého komunistického odboje. Spolupracovali s novinářem Juliem Fučíkem a spolu s ním byli oba též zatčeni. Její manžel ani nikdo jiný z této odbojové skupiny nepřežil pobyt v nacistických vězeních a všichni v průběhu let 1943 až 1944 zahynuli. Po zatčení bylo s Pavlem Friedem jako Židem zacházeno velmi krutě.  Pavel Fried byl úředně prohlášen za zesnulého ke dni 22. února 1943.  Jeho žena Riva Friedová byla vězněna rovněž v Osvětimi, ale konce druhé světové války a osvobození se dočkala v Ravensbrücku.
Oba jeho rodiče zahynuli v roce 1942 ve vyhlazovacím táboře Sobibor.
Po skončení druhé světové války se Riva znovu provdala. Jejím druhým manželem byl František Kriegel.